# Matthieu Boujenah
Pour les articles homonymes, voir Boujenah.
Matthieu Boujenah est un acteur franco-tunisien né le 23 juin 1976 à Bagneux (Hauts-de-Seine) .

## Biographie
Matthieu Boujenah est un acteur tunisien et français. Il est le fils de Jean-Louis Boujenah, médecin du monde et le neveu de l'acteur et réalisateur Michel Boujenah. Sa soeur Lucie est également actrice.

## Filmographie

### Cinéma
- 1999 : Là-bas... mon pays d'Alexandre Arcady : le jeune membre de l'OAS
- 2002 : Embrassez qui vous voudrez de Michel Blanc : Romain
- 2003 : Père et Fils de Michel Boujenah : Julien
- 2005 : Marock de Laïla Marrakchi : Youri
- 2006 : Hell de Bruno Chiche : Alban
- 2006 : Chacun sa nuit de Jean-Marc Barr et Pascal Arnold : Damien
- 2007 : Le Dernier Gang d'Ariel Zeitoun : Maxime
- 2007 : Très bien, merci d'Emmanuelle Cuau : l'homme du jeune couple interpellé
- 2008 : Knife Edge d'Anthony Hickox : Henri Connaught
- 2008 : Fracassés de Franck Llopis : Bruno
- 2009 : Tellement proches d'Olivier Nakache et Éric Toledano : Lucien adulte
- 2012 : Ce que le jour doit à la nuit d'Alexandre Arcady : Dédé
- 2013 : Angélique d'Ariel Zeitoun : le marquis d'Andijos
- 2014 : 24 jours d'Alexandre Arcady : Johan
- 2024 : Neuilly-Poissy de Grégory Boutboul : Carlos

#### Court métrage
- 2011 : Bien au-delà de Julien Allary : Pierre

### Télévision

#### Séries télévisées
- 2000 : Julie Lescaut: Joseph
- 2002 : La Vie devant nous : Vincent
- 2004 - 2006 : PJ : William Contini
- 2006 : Le juge est une femme : Olivier Muller
- 2007 : Section de recherches : Michel Véga
- 2010 - 2012 : La Nouvelle Maud : Yoyo Mercier
- 2011 : Clem : Luc

#### Téléfilms
- 1999 : Les Enfants du jour d'Harry Cleven : Denis
- 2002 : Ton tour viendra d'Harry Cleven : Vincent
- 2006 : Vive la bombe ! de Jean-Pierre Sinapi : Javiez